# Kemilåda

En kemilåda på ett museum i London.

En kemilåda är en uppsättning kemikalier och laboratorieutrustning för hobbyexperiment. Kemilådor brukar ha en nedre åldersgräns. För yngre barn är det vanligen fokus på pedagogiska experiment med vanliga kemikalier som ofta finns i hemmet. Utöver åldersgränsen bör en vuxen övervaka experimenten.
Experimentlåda är ett samlingsnamn på en låda för hobbyexperiment, men en sådan kan även ha inriktning på andra ämnen än kemi.